# Victor Montalvo
Victor Montalvo (1 de maio de 1994) é um breakdancer estadunidense.

## Carreira
Victor participou dos Jogos Mundiais de 2022 na competição de dança esportiva onde conquistou a medalha de ouro na prova B-Boys. É também bicampeão da Red Bull BC One, vencendo em 2015 e 2022. Ele se tornou o primeiro estadunidense a se classificar para as Olimpíadas no esporte de breaking, tendo conseguido a medalha de bronze nos Jogos Olímpicos de Verão de 2024.